# Чарльз Сіллем Ліддердейл
Чарльз Ліддердейл (англ. Charles Sillem Lidderdale, 28 вересня 1830, Санкт-Петербург — 7 червня 1895, Лондон
) — британський пейзажист.

## Біографія
Чарльз Сайлен Ліддердейл народився в сім'ї шотландця, банківського службовця Джона Ліддердейла (1782—1845), який працював у Петербурзі. У 13-річному віці разом із родиною переїхав до Англії.
1856 року Чарльз відправив свої перші художні роботи на конкурс і був прийнятий у Королівську академію мистецтв. Між 1856 і 1893 роками 36 картин Чарльза Ліддердейла виставлялися в Королівській Академії.

## Творчість
Ліддердейл був популярним жанровим живописцем. Свої полотна він присвятив, у першу чергу, зображенню молодих жінок і дітей на тлі сільських пейзажів, особливо вдалі роботи художника — картини іспанок і циганок. Особливою популярністю у публіки користувалися пасторальні жіночі портрети художника.
Маючи проблеми із зором, Чарльз Ліддердейл змушений був відмовитися від роботи з аквареллю, оскільки вона вимагала більшої уваги, ніж олійні фарби. Але його нечисленні збережені акварельні роботи викликають захоплення фахівців своєю технікою і колоритом.
Чарльз Ліддердейл був членом Товариства британських художників, часто виставлявся в Королівській Академії мистецтв, в британському Інституті мистецтв і в галереї Товариства британських художників.
1862 року Чарльз Ліддердейл одружився з Кезією Морріс, у шлюбі народились чотири дитини.
Майже все життя художник провів у Лондоні. Помер Чарльз 1895 року і був похований у могилі матері на кладовищі Kensal Green.
Небагато його картин і портретів були вивезені спадкоємцями до Шотландії і Нової Зеландії і знаходяться у приватних колекціях[джерело?].

## Галерея

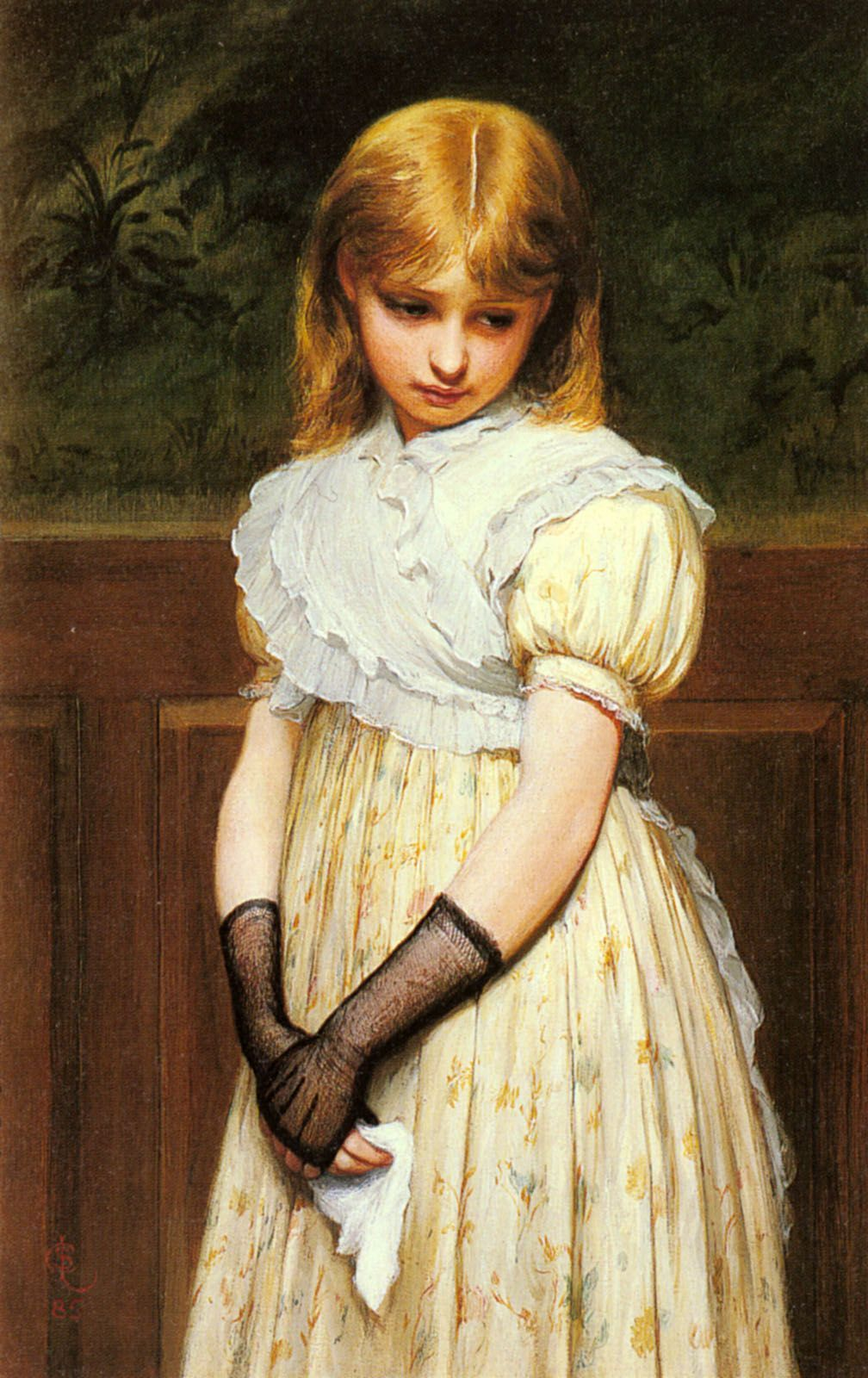
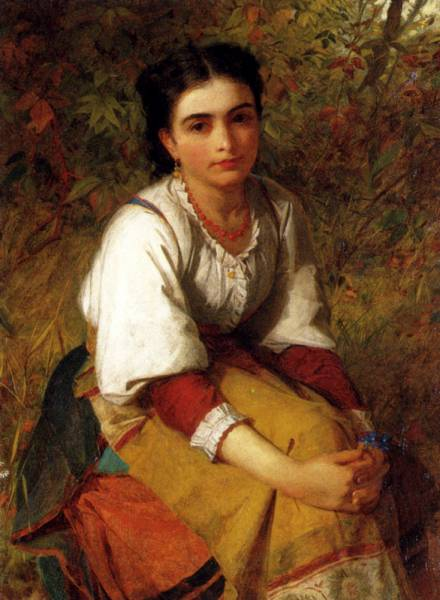
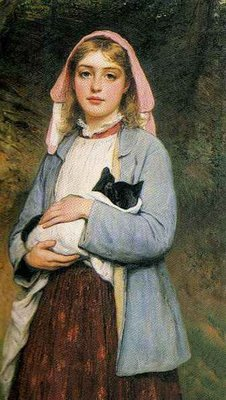
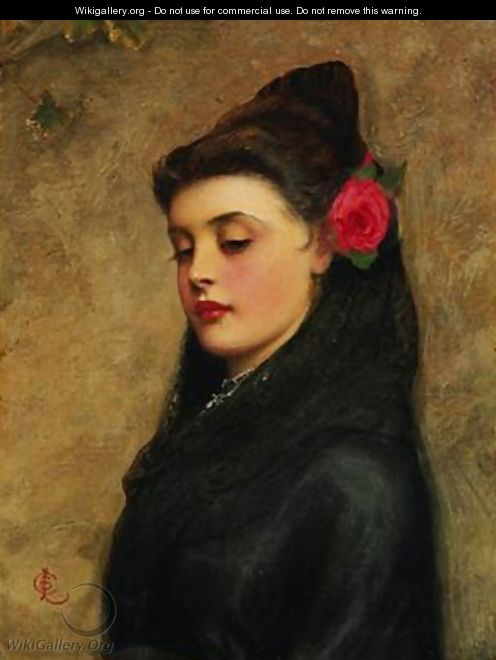